# ジョワドヴィーヴル
ジョワドヴィーヴル（欧字名:Joie de Vivre、2009年5月13日 - 2013年5月29日）は、日本の競走馬。
2011年の阪神ジュベナイルフィリーズ（GI）を優勝し、史上初めて通算2戦目でのJRA-GI優勝を果たした。同年のJRA賞最優秀2歳牝馬である。
ビワハイジを母に、ブエナビスタを姉に持ち、暮れに阪神競馬場で行われる2歳牝馬限定GI級競走において、史上初めてとなる母仔制覇、姉妹制覇を成し遂げた。

## 生涯

### デビューまで

#### 幼駒時代
2009年5月13日、北海道安平町のノーザンファームにて、ディープインパクトと交配したビワハイジの9番仔である鹿毛の牝馬（後のジョワドヴィーヴル）が誕生する。この頃は6番仔である半姉ブエナビスタが阪神ジュベナイルフィリーズと桜花賞を勝利しており、ジョワドヴィーヴル誕生の約2週間後には優駿牝馬（オークス）に優勝し、牝馬クラシック二冠を果たす。
そのため、ブエナビスタの妹となった9番仔は、大きな期待がかけられた。ノーザンファームでの育成段階では、スタッフから高い素質が認められており、代表の吉田勝己によれば世代の「一番馬」だったという。さらに吉田は「走りが他馬とはぜんぜん違い、空を飛ぶような感じ（中略）父のディープインパクトがそうだったように、バネの利いた、チーターみたいな走り方」だったと回顧している。2歳春から1ハロンを16秒から17秒で走破する能力の持ち主だった。また父がスペシャルウィークからディープインパクトに代わったことで、競馬ファンからの期待にさらなる拍車がかかり、ペーパーオーナーゲームでは飛び抜けた指名者数を獲得するなどデビュー前から人気を集めた。ただし3月生まれのブエナビスタに対して、9番仔は5月生まれ、遅生まれであり、身体が小さかった。松田は、ブエナビスタとの比較について、この生まれの違いを理由に、姉妹では「比べようがない」としている。

9番仔は、ブエナビスタと同様に、ノーザンファーム傘下のクラブ法人「有限会社サンデーレーシング」の所有のもと競走馬となる。出資を行う愛馬会法人「有限会社サンデーサラブレッドクラブ」にて、一口175万円の全40口、総額7000万円で出資会員を募っている。募集に当たり、カタログにはこのような売り文句が附されていた。
9番仔は「ジョワドヴィーヴル」という競走馬名が与えられる。「ジョワドヴィーヴル」とは、フランス語で「生きる喜び」の意味であり、姉ブエナビスタに騎乗した天皇賞（秋）優勝に導いたフランス人騎手クリストフ・スミヨンが、東日本大震災後の日本への思いを込めて、命名していた。厩舎では、山口慶次が厩務員を担う。山口は、姉ブエナビスタの担当であり、同じく牝馬クラシック二冠馬ベガの担当でもあった。

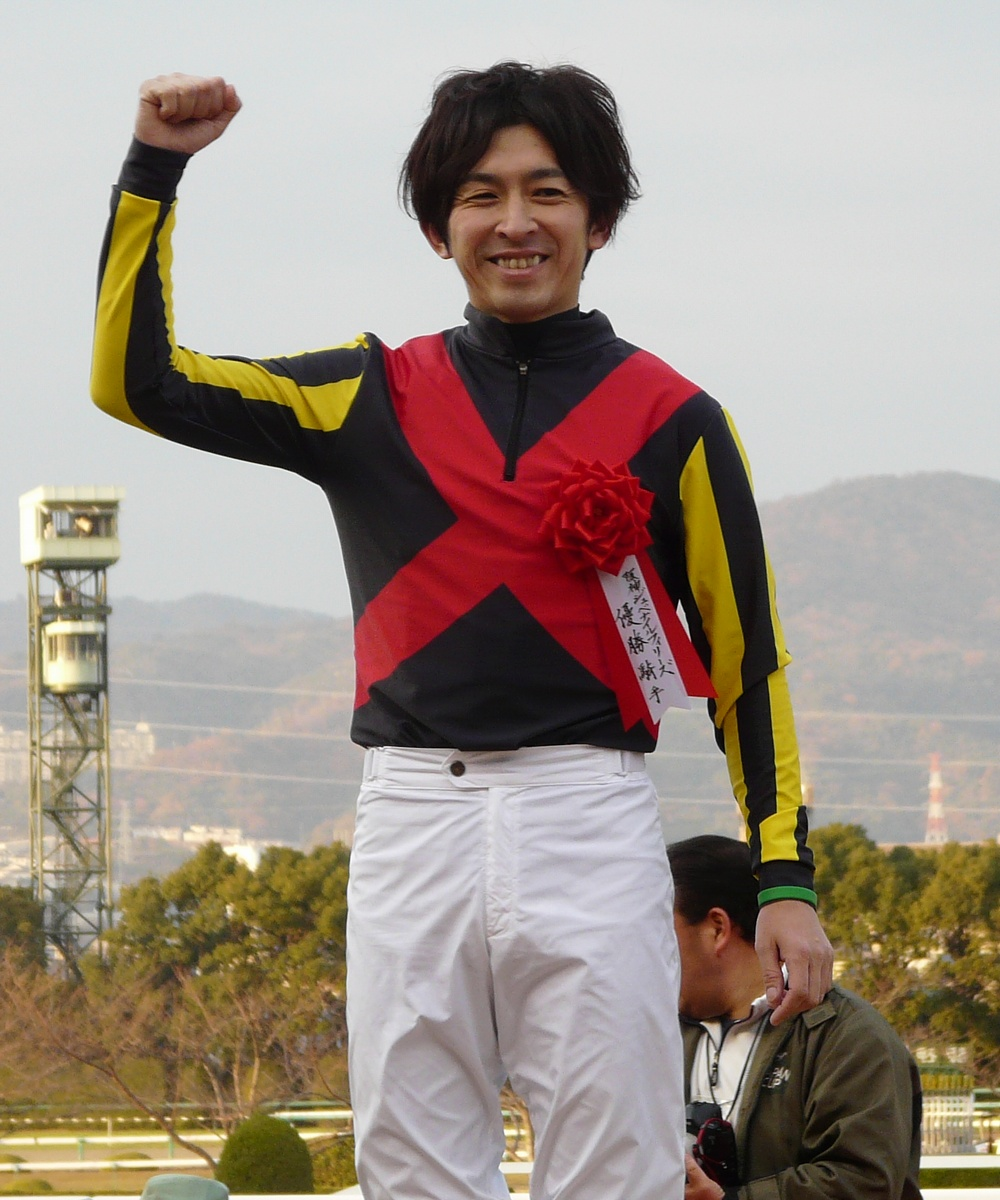
福永祐一と有限会社サンデーレーシングの勝負服

ジョワドヴィーヴルの騎手には、福永祐一が起用される。松田と福永、そしてサンデーレーシングのトリオは、前年の2010年、3戦3勝で阪神ジュベナイルフィリーズを制し、JRA賞最優秀2歳牝馬を受賞したレーヴディソールと同じだった。11月12日の京都競馬場の新馬戦でのデビューを目指し、出走登録を行った。新馬戦には、同じように出走登録を行った馬が多く、除外される可能性を孕んでいた。当日の福永は、東京競馬場にも騎乗する馬がいた。それでも福永は、東京の騎乗依頼をすべて断り、ジョワドヴィーヴルに賭けていた。そしてジョワドヴィーヴルは、抽選を突破する。デビューと福永騎乗が実現した。
デビューをする頃は、ブエナビスタの現役末期だった。牝馬二冠を果たした後のブエナビスタは、いくらかの2、3着を挟みながら2010年のヴィクトリアマイル、天皇賞（秋）を優勝。そして2011年には、11月のジャパンカップを優勝し、GI6勝を挙げて、暮れに引退することとなる。ジョワドヴィーヴルとブエナビスタが揃って現役の頃は、馬房が隣同士だった。ジョワドヴィーヴルは、引退するブエナビスタと入れ替わる形で台頭することとなる。

### 競走馬時代

#### 阪神ジュベナイルフィリーズ
11月12日、京都競馬場の新馬戦（芝1600メートル）にてデビューする。単勝オッズ1.3倍の1番人気だった。スローペースの中、スタートを決めて好位または中団の外側を追走し、直線で末脚を発揮して追い上げた。先行馬をすべてまとめて差し切り、後方に1馬身半差をつけて先頭で決勝線通過、初出走初勝利を果たした。

続いて自己条件を飛ばして、12月11日の阪神ジュベナイルフィリーズ（GI）出走を目指して出走登録をする。ただ1勝馬、500万円以下クラスゆえに、新馬戦に続いて再び、姉と同じように抽選対象で出走は直ちに決まらなかった。500万円以下クラスに与えられた出走枠は6だったが、登録を行ったのは15頭にも及んだ。そのため15頭から6頭を選ぶ抽選となった。除外される可能性も多分に孕んでいたが、福永はジョワドヴィーヴルに決めていた。さらに松田は、ブエナビスタの時にしていた同日のエリカ賞への登録をせず、除外への備えをしていなかった。そして行われた抽選に、ジョワドヴィーヴルは当選し、出走を叶えた。18頭立てとなる中、7枠13番が割り当てられる。ブエナビスタと全く同じ枠番だった。1番人気が4倍からの混戦となる中、6.8倍の4番人気となる。より推されたのは、芙蓉ステークスを制して2戦2勝で臨むサウンドオブハート、小倉2歳ステークスを優勝したエピセアローム、白菊賞を制して3戦2勝で臨むラシンティランテだった。
ファインチョイスが逃げる中、中団を確保、平均ペースを追走する。最終コーナーにかけて一団の馬群が形成されたが、その馬群の外側に位置していた。直線では、大外に進路を得てから、スパートを開始する。繰り出された末脚は、飛び抜けて鋭かった。残り100メートルで内の先行勢を差し切り、後方勢を置き去りにして、以後独走となった。終いは、福永が緩める余裕を見せていた。アイムユアーズに2馬身半差をつけて、先頭で決勝線通過を果たした。

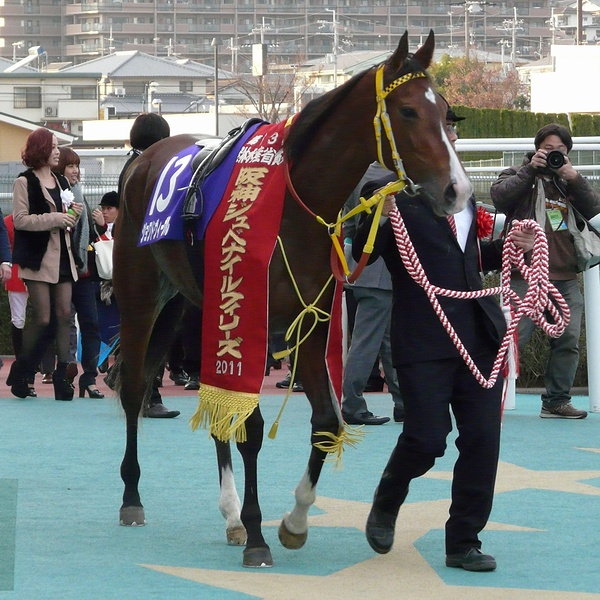
優勝レイを纏う

GI戴冠を果たす。史上最短となる通算2戦目でのJRA-GI優勝、1998年阪神3歳牝馬ステークス優勝馬スティンガーの29日に次いで2番目に早い、デビュー30日目でのJRA-GI優勝を成し遂げた。それから姉ブエナビスタとともに、阪神ジュベナイルフィリーズ史上初めてとなる姉妹制覇。母ビワハイジとともに、同じく史上初めてとなる母仔制覇。しめて史上初めてとなる2頭の産駒による同一JRAGI母仔制覇を成し遂げた。さらに後方につけた「2馬身半」は、1993年阪神3歳牝馬ステークス優勝のヒシアマゾンがつけた「5馬身」に次ぐ優勝着差だった。

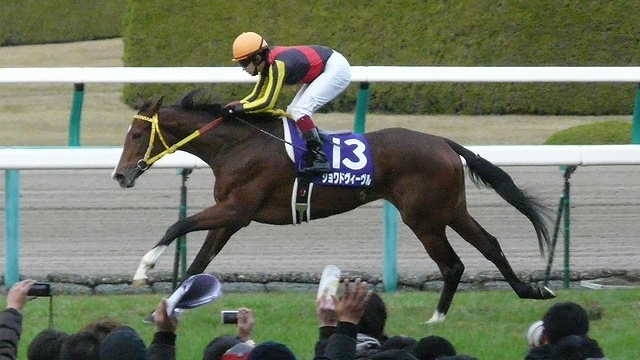
独走

また福永と松田は、前年のレーヴディソールに次いで阪神ジュベナイルフィリーズ連覇。福永は、2002年ピースオブワールドを加え、松田は2008年ブエナビスタを加えて、共に3勝目だった。この後、母が出走した東京優駿（日本ダービー）出走に必要な登録も済ませている。福永は「これまで乗ったことがない走り方をする馬。」「エンジンが違う。今まで乗ったことのないような走り方をする馬。後ろ脚の入りが独特で、滞空時間が長く感じる」と評している。
この年のJRA賞では、全285票中283票を集め最優秀2歳牝馬に選出された。

#### 阪神ジュベナイルフィリーズ以後
年をまたいで2012年、3歳のジョワドヴィーヴルは、とりあえず牝馬クラシックを目指すこととなる。陣営は、第一弾の桜花賞と第二弾の優駿牝馬（オークス）の結果次第で、秋にフランスの凱旋門賞への参戦も視野に入れていた。まずトライアル競走のチューリップ賞を目指し、1月18日に帰厩した。
3月3日、チューリップ賞（GIII）で始動する。牝馬ながらシンザン記念を制したジェンティルドンナ、エピセアロームらと対して、単勝オッズ1.3倍の1番人気だった。4枠5番からスタートして中団を確保。外には持ち出せず、初めて馬群で揉まれながらの追走となった。直線では追い上げたものの、末脚を発揮できず、伸びあぐねる。その間に、外から追い上げたハナズゴールにかわされ、抵抗できず突き放された。ハナズゴールに2馬身半以上後れを取る3着だった。

続いて4月8日、本番の桜花賞（GI）に参戦する。前走敗れたハナズゴールは回避となる中、ジェンティルドンナ、アイムユアーズ、ヴィルシーナなどと対したが、単勝オッズ2.3倍の1番人気だった。福永も直前の返し馬は「『どう乗っても勝てる』と思えるくらいの好感触」だったという。
しかしスタートで後れを取り、最後方追走となる。スムーズに進路を得られないまま、直線では大外からの追い上げとなり苦しかった。末脚は不発に終わり、スムーズに進んだジェンティルドンナやヴィルシーナ、アイムユアーズの絡んだ先頭争いには加われず、2馬身半以上後れを取る6着敗退だった。姉に続く桜花賞姉妹制覇は果たせなかった。おまけにこの直後、右第1趾骨近位骨折と全治6か月以上が判明する。クラシック戦線を離脱する長期休養となった。

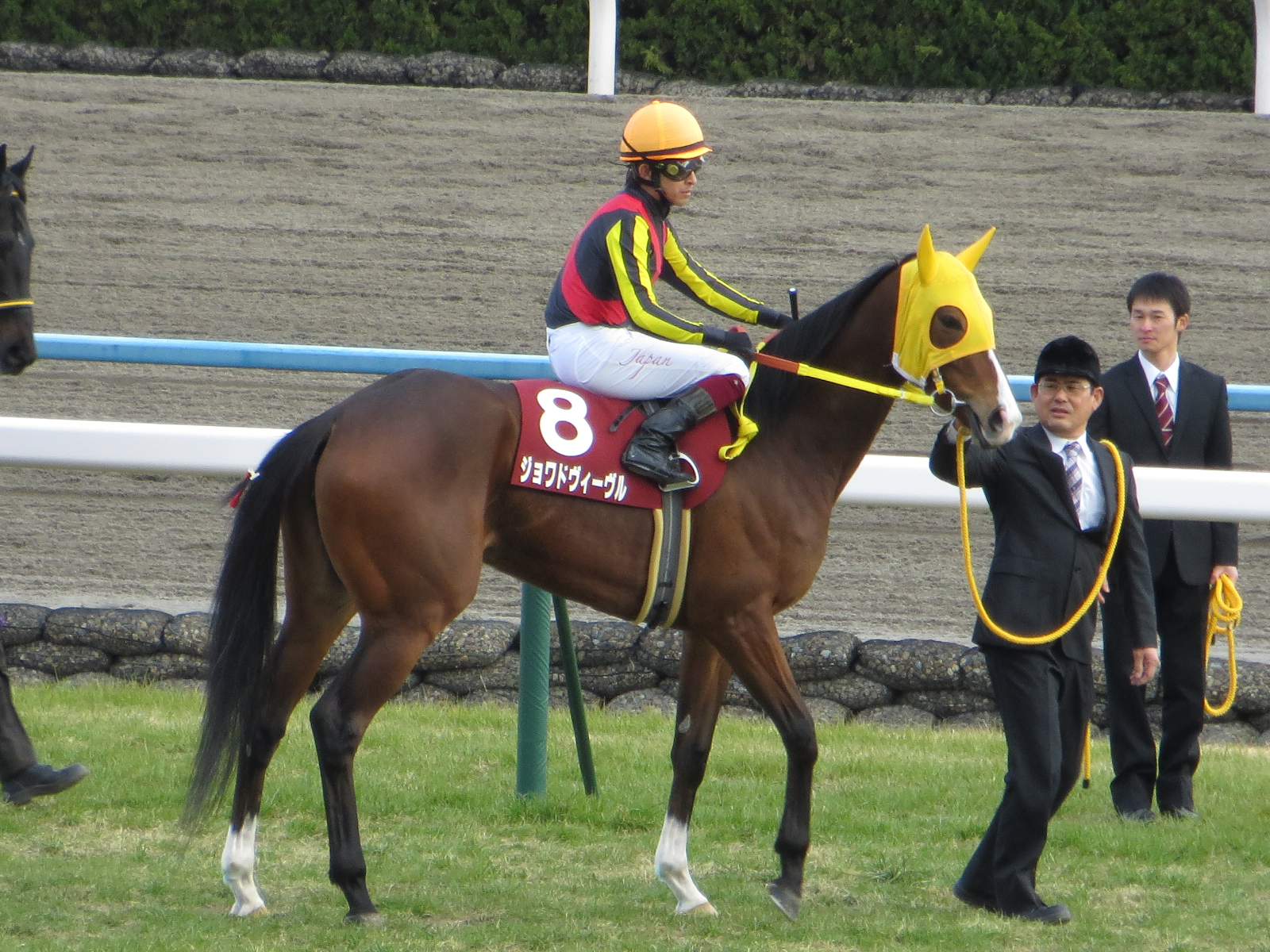
復帰戦となる京都記念（GII）

年をまたいで2013年、古馬となってすぐの1月13日に帰厩。2月10日の京都記念（GII）で復帰したが、後方のまま盛り返せず7着敗退。続く3月9日の中日新聞杯（GIII）では、福永が騎乗停止処分を受けていたため、戸崎圭太が代打し参戦。スタートで出遅れて後方追走から追い上げたが、敵わなかった。サトノアポロなど5頭に先着を許す6着敗退だった。
そして5月12日のヴィクトリアマイル（GI）にて、川田将雅に乗り替わってGI復帰を果たした。ヴィルシーナ、ハナズゴール、サウンドオブハートに次ぐ4番人気だった。後方追走から、直線で大外に持ち出して追い上げた。しかし先行したヴィルシーナ、マイネイサベル、先に動いたホエールキャプチャには敵わず、それでも勝利したヴィルシーナにおよそ1馬身後れを取る4着だった。
続いて6月1日の鳴尾記念（GIII）を目指し、調教が続けられたが、5月29日のウッドコースでの調教中に故障。左下腿骨の開放骨折が判明して予後不良となり、診療所にて安楽死に処された。4歳没。

## 競走成績
以下の内容は、netkeiba.com並びにJBISサーチの情報に基づく。
| 競走日     | 競馬場 | 競走名            | 格   | 距離 （馬場） | 頭 数 | 枠 番 | 馬 番 | オッズ （人気） | 着順 | タイム （上り3F） | 着差 | 騎手     | 斤量 [kg] | 1着馬 （2着馬）    | 馬体重 [kg] |
| ---------- | ------ | ----------------- | ---- | ------------- | ----- | ----- | ----- | --------------- | ---- | ----------------- | ---- | -------- | --------- | ------------------ | ----------- |
| 2011.11.12 | 京都   | 2歳新馬           |      | 芝1600m（良） | 18    | 5     | 9     | 01.3（1人）     | 1着  | 1:36.7（34.1）    | -0.2 | 福永祐一 | 54        | （テムジン）       | 420         |
| 0000.12.11 | 阪神   | 阪神ジュベナイルF | GI   | 芝1600m（良） | 18    | 7     | 13    | 06.8（4人）     | 1着  | 1:34.9（34.1）    | -0.4 | 福永祐一 | 54        | （アイムユアーズ） | 418         |
| 2012.03.03 | 阪神   | チューリップ賞    | GIII | 芝1600m（良） | 14    | 4     | 5     | 01.3（1人）     | 3着  | 1:36.0（34.8）    | 00.5 | 福永祐一 | 54        | ハナズゴール       | 420         |
| 0000.04.08 | 阪神   | 桜花賞            | GI   | 芝1600m（良） | 18    | 8     | 17    | 02.3（1人）     | 6着  | 1:35.2（34.6）    | 00.6 | 福永祐一 | 55        | ジェンティルドンナ | 416         |
| 2013.02.10 | 京都   | 京都記念          | GII  | 芝2200m（良） | 11    | 7     | 8     | 09.9（7人）     | 7着  | 2:13.9（35.2）    | 01.4 | 福永祐一 | 53        | トーセンラー       | 436         |
| 0000.03.09 | 中京   | 中日新聞杯        | GIII | 芝2000m（良） | 18    | 6     | 11    | 09.0（6人）     | 6着  | 2:00.0（34.9）    | 00.4 | 戸崎圭太 | 54        | サトノアポロ       | 428         |
| 0000.05.12 | 東京   | ヴィクトリアM     | GI   | 芝1600m（良） | 18    | 2     | 3     | 13.7（4人）     | 4着  | 1:32.6（33.3）    | 00.2 | 川田将雅 | 55        | ヴィルシーナ       | 430         |

## 血統表
| ジョワドヴィーヴルの血統        | ジョワドヴィーヴルの血統                             | ジョワドヴィーヴルの血統                             | （血統表の出典）                                     | （血統表の出典） |
| 父系                            | サンデーサイレンス系                                 | サンデーサイレンス系                                 | サンデーサイレンス系                                 | [ § 2 ]          |
| 父 ディープインパクト 2002 鹿毛 | 父の父*サンデーサイレンス Sunday Silence 1986 青鹿毛 | Halo                                                 | Hail to Reason                                       | Hail to Reason   |
| 父 ディープインパクト 2002 鹿毛 | 父の父*サンデーサイレンス Sunday Silence 1986 青鹿毛 | Halo                                                 | Cosmah                                               |                  |
| 父 ディープインパクト 2002 鹿毛 | 父の父*サンデーサイレンス Sunday Silence 1986 青鹿毛 | Wishing Well                                         | Understanding                                        | Understanding    |
| 父 ディープインパクト 2002 鹿毛 | 父の父*サンデーサイレンス Sunday Silence 1986 青鹿毛 | Wishing Well                                         | Mountain Flower                                      |                  |
| 父 ディープインパクト 2002 鹿毛 | 父の母*ウインドインハーヘア 1991 鹿毛                | Alzao                                                | Lyphard                                              | Lyphard          |
| 父 ディープインパクト 2002 鹿毛 | 父の母*ウインドインハーヘア 1991 鹿毛                | Alzao                                                | Lady Rebecca                                         |                  |
| 父 ディープインパクト 2002 鹿毛 | 父の母*ウインドインハーヘア 1991 鹿毛                | Burghclere                                           | Busted                                               | Busted           |
| 父 ディープインパクト 2002 鹿毛 | 父の母*ウインドインハーヘア 1991 鹿毛                | Burghclere                                           | Highclere                                            |                  |
| 母 ビワハイジ 1993 青鹿毛       | 母の父Caerleon 1980 鹿毛                             | Nijinsky II                                          | Northern Dancer                                      | Northern Dancer  |
| 母 ビワハイジ 1993 青鹿毛       | 母の父Caerleon 1980 鹿毛                             | Nijinsky II                                          | Flaming Page                                         |                  |
| 母 ビワハイジ 1993 青鹿毛       | 母の父Caerleon 1980 鹿毛                             | Foreseer                                             | Round Table                                          | Round Table      |
| 母 ビワハイジ 1993 青鹿毛       | 母の父Caerleon 1980 鹿毛                             | Foreseer                                             | Regal Gleam                                          |                  |
| 母 ビワハイジ 1993 青鹿毛       | 母の母*アグサン Aghsan 1985 青毛                     | Lord Gayle                                           | Sir Gaylord                                          | Sir Gaylord      |
| 母 ビワハイジ 1993 青鹿毛       | 母の母*アグサン Aghsan 1985 青毛                     | Lord Gayle                                           | Sticky Case                                          |                  |
| 母 ビワハイジ 1993 青鹿毛       | 母の母*アグサン Aghsan 1985 青毛                     | Santa Luciana                                        | Luciano                                              | Luciano          |
| 母 ビワハイジ 1993 青鹿毛       | 母の母*アグサン Aghsan 1985 青毛                     | Santa Luciana                                        | Suleika                                              |                  |
| 母系(F-No.)                     | (FN:16-c)                                            | (FN:16-c)                                            | (FN:16-c)                                            | [ § 3 ]          |
| 5代内の近親交配                 | Hail to Reason 4×5、Northern Dancer 5×4、Turn-to 5×5 | Hail to Reason 4×5、Northern Dancer 5×4、Turn-to 5×5 | Hail to Reason 4×5、Northern Dancer 5×4、Turn-to 5×5 | [ § 4 ]          |
| 出典                            | 1. 2. 3. 4.                                          | 1. 2. 3. 4.                                          | 1. 2. 3. 4.                                          | 1. 2. 3. 4.      |

- 母・ビワハイジは阪神3歳牝馬ステークス優勝など重賞3勝。半兄にアドマイヤジャパン、アドマイヤオーラ、全兄にトーセンレーヴ、半姉にブエナビスタ、半妹にサングレアルがいる。
- 甥（サングレアル産駒）にメルキオルがいる。
- 半姉アーデルハイトの孫にエンブロイダリーがいる。
- 3代母Santa Lucianaの孫にマンハッタンカフェ、エアスマップ、曾孫にアプリコットフィズ、クレスコグランドがいる。